# فرودگاه آبی لیتل کارنت
فرودگاه آبی لیتل کارنت (به انگلیسی: Little Current Water Aerodrome) یک فرودگاه همگانی است که یک باند فرود آب دارد. این فرودگاه در کشور کانادا قرار دارد و در ارتفاع ۱۷۷ متری از سطح دریا واقع شده است.